# 기원전 제1천년기
기원전 제1천년기(紀元前第一千年期)는 기원전 1000년부터 기원전 1년까지 이어지는 천 년의 기간이다.

## 세기
- 기원전 10세기
- 기원전 9세기
- 기원전 8세기
- 기원전 7세기
- 기원전 6세기
- 기원전 5세기
- 기원전 4세기
- 기원전 3세기
- 기원전 2세기
- 기원전 1세기